# 情義 (專輯)
情義是歌手任賢齊的流行音樂精選輯，於2004年3月25日正式發行。

## 曲目

### Disc 1
1. 妳是我老婆 (新歌)
2. 好說話 (新歌)
3. 永遠 (新歌)
4. 沖繩之戀 (新歌)
5. 花好月圓夜 (新歌)
6. 春天花會開
7. 依靠
8. 我是一隻魚
9. 燭光
10. 哭個痛快
11. 流著淚的妳的臉
12. 風暴
13. 水晶
14. 永夜
15. 給妳幸福

### Disc 2
1. 出去就別回來 (新歌)
2. 再出發
3. 傷心太平洋
4. 任逍遙
5. 天涯
6. 心太軟
7. 心情車站
8. 浪花一朵朵
9. 對面的女孩看過來
10. 很受傷
11. 兄弟
12. 死不了
13. 小雪
14. 一個人
15. 愛的路上只有我和妳